# 草人
《草人》是一部中国上海美术电影制片厂制作的剪纸动画短片。该片获得了中国文化部1985度优秀美术片奖、日本第二届广岛国际动画电影节儿童片一等奖和全国少数民族题材电影腾龙奖美术片二等奖等奖项。

## 剧情简介
两只水鸟时常到渔人的池塘里偷鱼吃，渔人很生气，于是在池塘里插了一个草人，一时期间，水鸟不再敢来偷鱼。没过几天，水鸟经过小心试探，知道了草人是个不会动的假人，便将草人戏耍了一番，继续偷鱼吃。后来，渔人扮成草人的样子，一动不动地立于池塘之中，引水鸟上当，趁势将它们一并抓获。